# Datamart
Een datamart is een verzameling van gegevens, vergelijkbaar met een datawarehouse, maar meestal met een kleinere hoeveelheid aan gegevens en vaak ingericht voor een specifiek doel. 
Net als een datawarehouse wordt een datamart periodiek gevuld met gegevens uit operationele systemen en bevatten dus een snapshot van deze gegevens. Datamarts kunnen ook deel uitmaken van een datawarehouse.